# Fingui Camara
Fingui Camara es una jurista guineana.
Desde enero de 2022, es consejera en el seno del consejo nacional de la transición (CNT) de la República de Guinea dirigido por Dansa Kourouma.
Fingui Camara fue nombrada por Decreto de 22 de enero de 2022 miembro del consejo nacional de la transición guineana como representante de los partidos políticos principalmente de PEDN.
Fue jefa de la delegación de los consejeros nacionales durante la consulta nacional sobre el eje Boké, Gaoual y Télimélé.